# 中国国民党革命委员会山东省委员会
中国国民党革命委员会山东省委员会，简称民革山东省委、山东民革，是中国国民党革命委员会在山东省的地方组织。

## 历届委员会

### 筹委会
- 任期：1950年9月－1954年10月
- 召集人：范予遂
- 常务委员：范予遂、孔繁霨、李澄之、熊观民、吴赤云
- 驻会委员：吴赤云

### 第一届
- 任期：1954年10月－1955年5月
- 主任委员：范予遂
- 副主任委员：李澄之

### 第二届
- 任期：1955年5月－1958年10月
- 主任委员：范予遂
- 副主任委员：李澄之
- 秘书长：梅贻璠（1956年11月－）

### 第三届
- 任期：1958年10月－1963年4月
- 主任委员：李澄之
- 副主任委员：王林肯、辛葭舟
- 秘书长：王如川

### 第四届
- 任期：1963年4月－1980年5月
- 主任委员：李澄之（1966年3月26日逝世） → 辛葭舟（代，1966年3月30日－）
- 副主任委员：辛葭舟、王可举、常荫集
- 秘书长：王如川

### 第五届
- 任期：1980年5月－1984年4月
- 主任委员：范予遂
- 副主任委员：张锡田、林如坦、王如川、檀树棻
- 秘书长：王如川（兼）

### 第六届
- 任期：1984年4月－1988年6月
- 主任委员：张宣武（1984年10月13日逝世） → 张锡田
- 副主任委员：张锡田、林如坦、檀树棻、王桂浑、胡理修、张家震、王世墉（1988年1月－）、刘荧（1988年1月－）
- 秘书长：胡理修（兼）

### 第七届
- 任期：1988年6月－1992年9月
- 名誉主委：张锡田
- 名誉副主：林如坦、檀树棻
- 主任委员：王世墉（1991年12月19日逝世） → 严庆清（代，1992年1月31日－）
- 副主任委员：王桂浑、胡理修、刘荧、张家震、曾天民、吴开震
- 秘书长：刘荧（兼） → 王孔杰（代）

### 第八届
- 任期：1992年9月－1997年7月
- 名誉主委：张锡田
- 名誉副主委：林如坦、檀树棻、王桂浑
- 主任委员：严庆清
- 副主任委员：胡理修、刘荧、张家震、吴开震、邵品琮
- 秘书长：王孔杰

### 第九届
- 任期：1997年7月－2002年5月
- 名誉主委：严庆清
- 名誉副主委：胡理修、张家震、邵品琮
- 主任委员：周鸿兴
- 副主任委员：刘荧、王孔杰、杨作升、姜嘉定、赵承福、王洁贞、叶武杰（2001年1月－）、孙继业（2001年1月－）
- 秘书长：叶武杰 → 王鲁一（2001年1月－）

### 第十届
- 任期：2002年5月－2007年5月
- 名誉主委：严庆清
- 名誉副主委：王桂浑、邵品琮
- 主任委员：周鸿兴
- 副主任委员：赵承福、王洁贞、叶武杰、孙继业、李惠东、麦康森、李德强
- 秘书长：王鲁一

### 第十一届
- 任期：2007年5月－2012年5月
- 主任委员：李德强
- 副主任委员：孙继业、麦康森、刘晓静、饶明忠、宋新强、孔维克、王伯之（2009年4月－）、王鸣岐（2011年1月－）
- 秘书长：徐晓林 → 高贤德（2010年9月－）

### 第十二届
- 任期：2012年5月－2017年5月
- 主任委员：孙继业
- 副主任委员：麦康森、刘晓静、宋新强、孔维克、王伯之、王鸣岐、徐恩虎
- 秘书长：高贤德

### 第十三届
- 任期：2017年5月－[1]
- 主任委员：孙继业
- 副主任委员：刘晓静、宋新强、孔维克、王伯芝、王鸣岐、徐恩虎、薛长湖
- 秘书长：高贤德